# Gomphus epophtalmus
Gomphus epophtalmus là loài chuồn chuồn trong họ Gomphidae. Loài này được Selys mô tả khoa học đầu tiên năm 1872.